# Aymeric af Belgien
Prins Aymeric af Belgien (Aymeric Auguste Marie; født 13. december 2005) er det tredje barn af prins Laurent og prinsesse Claire af Belgium.

## Familie og tidligere liv
Prins Aymeric blev født på Cliniques Universitaires Saint-Luc in Woluwe-Saint-Lambert, Belgium. Han har en ældre søster, Prinsesse Louise (født 2004), og en ældre tvillingebror, Nicolas af Belgien.
Aymeric går på skolen Lycée Français de Bruxelles.
Den 29. maj 2014 fik han og hans bror prins Nicolas deres første kommunion i Sainte-Catherine Bonlez, som er en distrikt af Chaumont-Gistoux i Walloon Brabant-provinsen, hvor den kongelige familie deltog.